# Vitagraph
La United Vitagraph fu una casa cinematografica statunitense fondata da James Stuart Blackton e Albert E. Smith nel 1897 insieme a William T. Rock, che poi venne rilevata dai fratelli Warner nel 1925.

## Nascita della casa

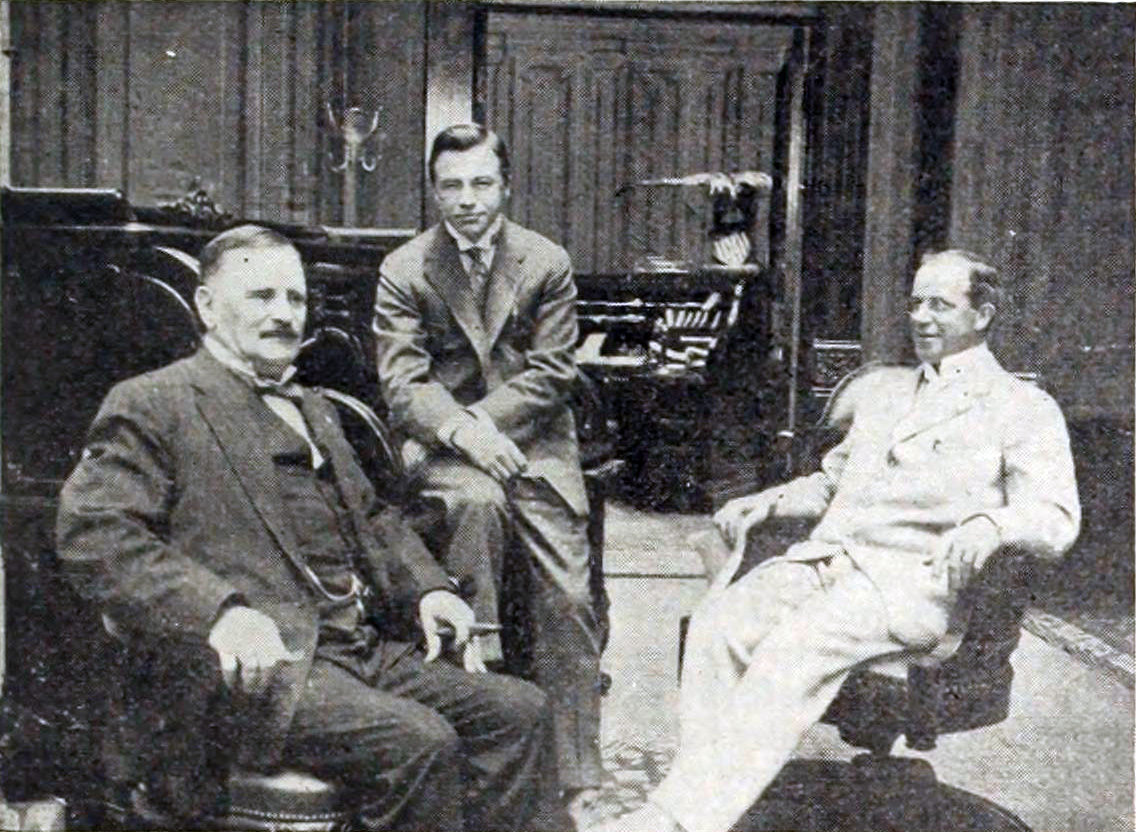
William T. Rock, Albert E. Smith e J. Stuart Blackton (1916)

Nel 1896 l'emigrato Blackton lavorava come reporter per il New York Evening World quando fu inviato a intervistare Thomas Edison sul suo nuovo proiettore cinematografico. Quando l'inventore parlò all'intraprendente giornalista offrendogli di vendergli un gruppo di filmati ed un proiettore, quest'ultimo accettò l'offerta. Un anno dopo, Blackton ed il suo socio in affari Smith fondarono l'American Vitagraph Company, in diretta competizione con Edison stesso. Un terzo partner, il distributore William Pop Rock si aggiunse alla società all'inizio del nuovo secolo.
Il primo studio della compagnia venne allestito sul tetto di un palazzo a Nassau Street di Manhattan, ma venne presto trasferito a Brooklyn.
Il primo successo della società venne dai cinegiornali sulla guerra ispano-americana del 1898. Questi brevi filmati furono tra i primi esempi di propaganda cinematografica, e risentirono dei principali difetti del primo cinema propagandistico, legati al fatto che i fatti di cronaca non venivano girati in presa diretta ma rielaborati in un secondo tempo. Un esempio è il filmato propagandistico sulla battaglia di Santiago Bay che venne girato in una piscina improvvisata con il fumo della battaglia provocato dal sigaro di Blackton.
La Vitagraph non fu l'unica compagnia cinematografica a cercare di sfruttare l'invenzione di Edison evitando i diritti sul brevetto. I legali di Edison ebbero molte citazioni da fare contro le società competitrici del loro assistito, ma Blackton preferì evitare noie legali acquistando una speciale licenza con la quale si impegnava a dare in distribuzione i suoi film alla società di Edison.
Fu una delle dieci compagnie che Edison cercò di affiliare alla Motion Picture Patents Company (MPPC).

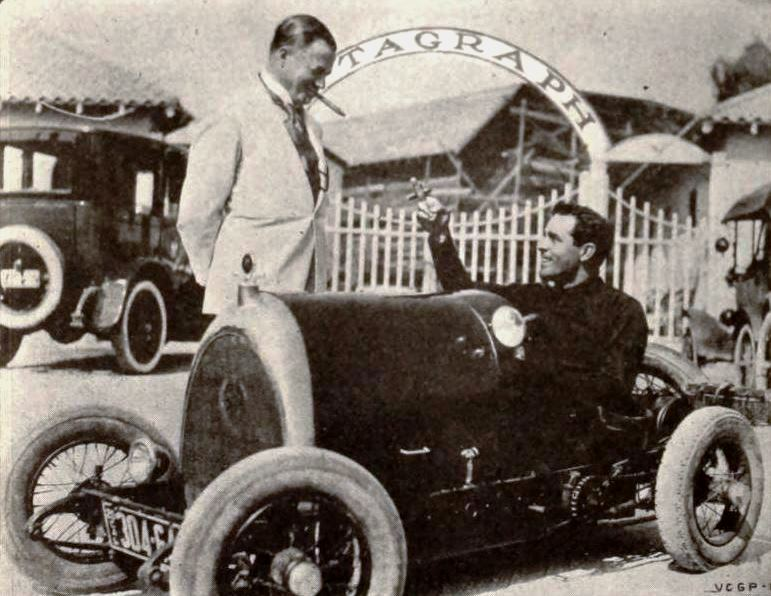
Albert E. Smith & Antonio Moreno (1920)

Fin dall'inizio del Novecento, la Vitagraph fu, negli Stati Uniti, la prima società a dotarsi di un sistema produttivo di tipo industriale che le permise di primeggiare tra le altre compagnie, distinguendosi altresì per la varietà dei generi affrontati, la naturalezza nella recitazione, la qualità delle scenografie e la sperimentazione di tecniche che sarebbero entrate nel repertorio classico del cinema americano.
La Vitagraph fu la compagnia statunitense che per circa dieci anni si impose sul mercato europeo arrivando a un certo punto a coprire l'ottanta per cento della distribuzione americana in Europa. Nel 1908, nacque la filiale parigina della casa che doveva provvedere alla stampa e alla distribuzione di film della Vitagraph nel continente. In Italia, a Milano, il concessionario era Mario Ferrari con la sede in via Padova 6, situata in un edificio chiamato Villino Vitagraph.
La Vitagraph fu l'unica compagnia cinematografica negli Stati Uniti ad attraversare con successo l'intero periodo del cinema muto.

## Star System della Vitagraph

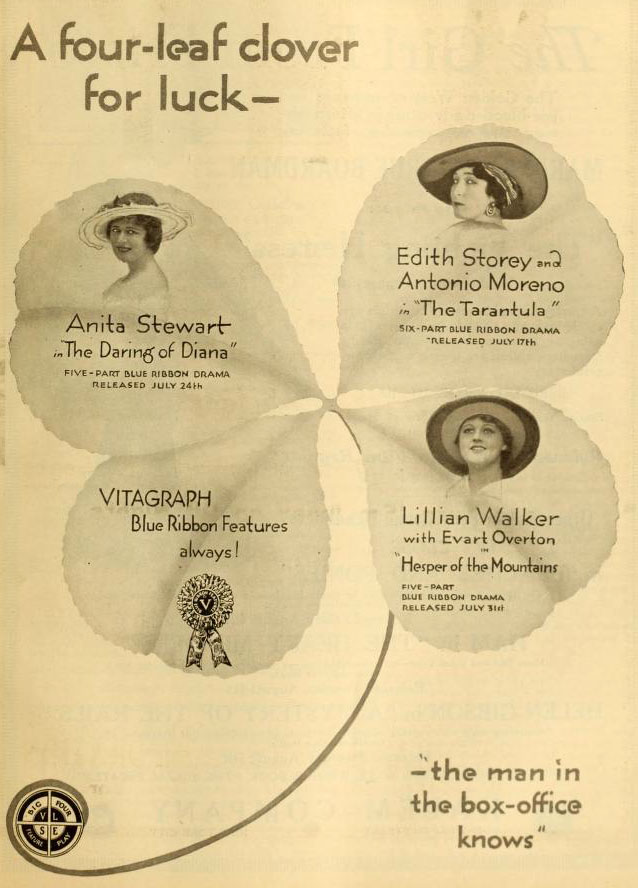
Pubblicità (1916)

L'American Vitagraph Company diede diversi contributi alla storia del cinema muto.
Fra le sue star sono da annoverare Florence Turner (conosciuta con il nome "la ragazza Vitagraph"), Maurice Costello, primo idolo dei matinée, e Jean, il cane Vitagraph, uno dei primi animali a diventare stella cinematografica nell'era del muto. Alla Vitagraph collaborò anche uno dei più noti registi di quel periodo, Larry Trimble. John Bunny girò molti film a fianco di Flora Finch, diventando il più importante attore di commedie del muto prima dell'avvento di Charlie Chaplin. La morte di Bunny nel 1915 fu un evento celebrato a livello mondiale.
Nel dicembre 1912, la casa americana promosse un'iniziativa di grande impatto spettacolare, mandando in giro per il mondo una troupe formata dai suoi attori più famosi che doveva realizzare dei film ambientati nei luoghi toccati dal tour facendo altresì pubblicità alla Vitagraph. Tra gli attori che parteciparono, vi furono Maurice Costello con la moglie Mae e le due figlie Dolores e Helen, il regista e attore James Young con la moglie, la famosa attrice Clara Kimball Young, lo sceneggiatore Eugene Mullin, l'operatore Harry Leslie Keepers, il regista William V. Ranous. Partiti da San Francisco via mare, toccarono e si fermarono alle Hawaii, a Yokohama, a Hong Kong, a Singapore, a Calcutta, a Bombay, in Egitto, a Venezia e a Roma. Durante tutto il viaggio, che si concluse con il rientro a New York il 2 giugno 1913, vennero girati una ventina di film e diversi documentari.

## Filmografia
La Vitagraph produsse nei suoi anni di attività, tra il 1898 e il 1927, ben 3.136 film, gran parte dei quali erano cortometraggi a un rullo.

## Galleria d'immagini

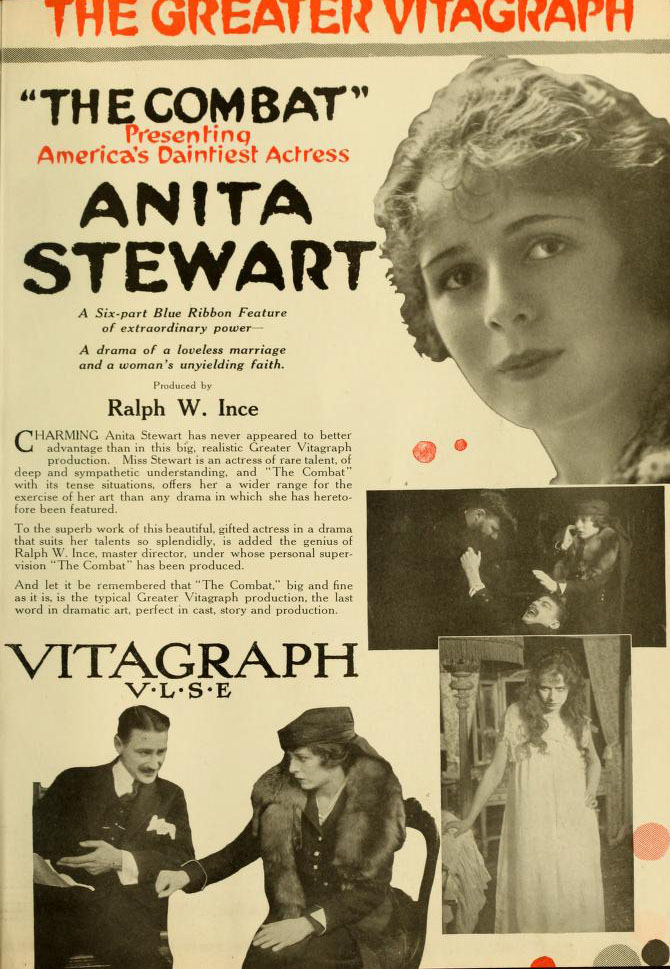
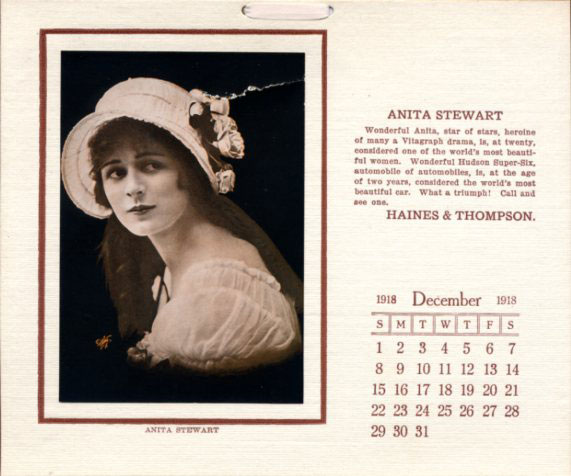
Anita Stewart
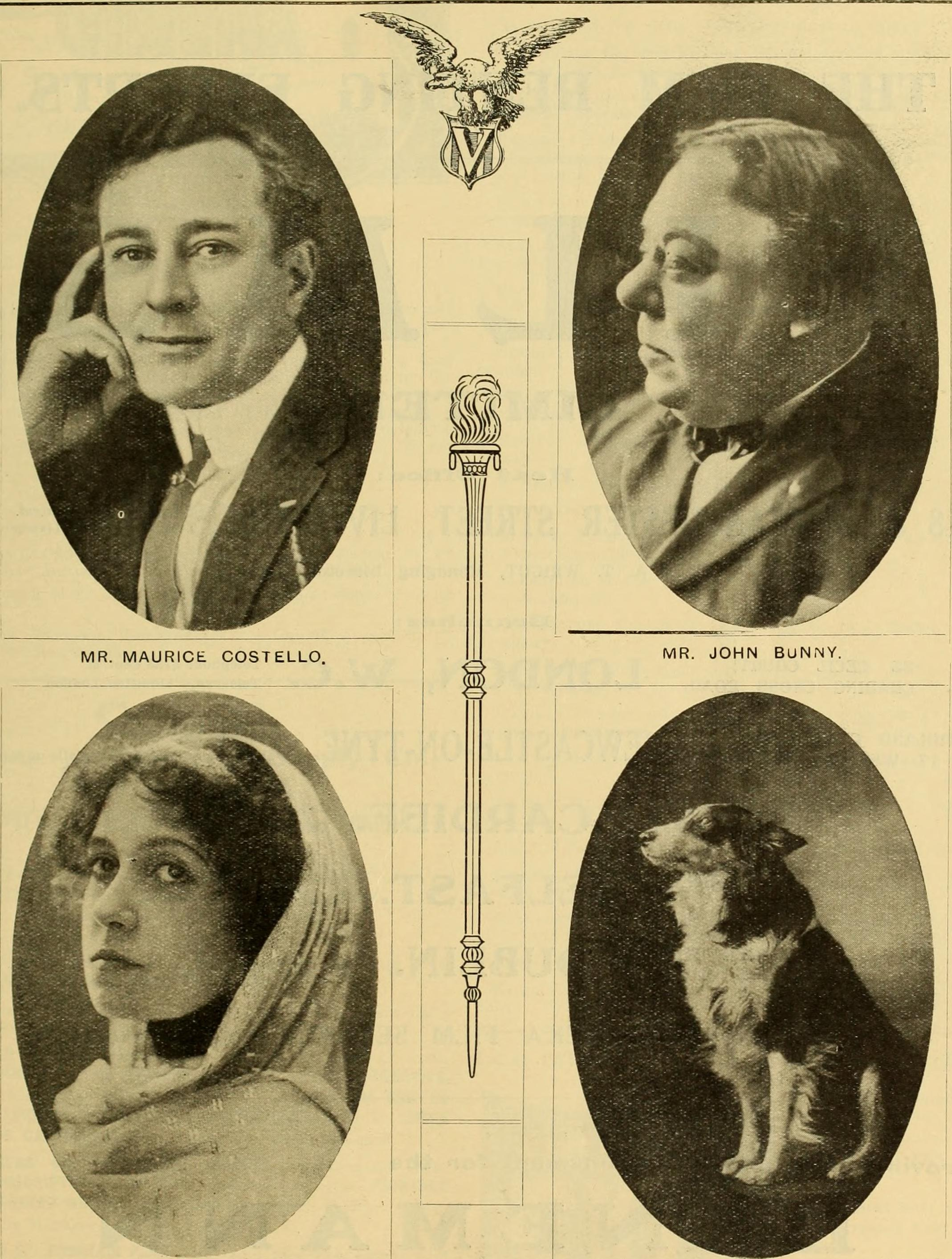
Costello, John Bunny, Florence Turner e Jean the Dog
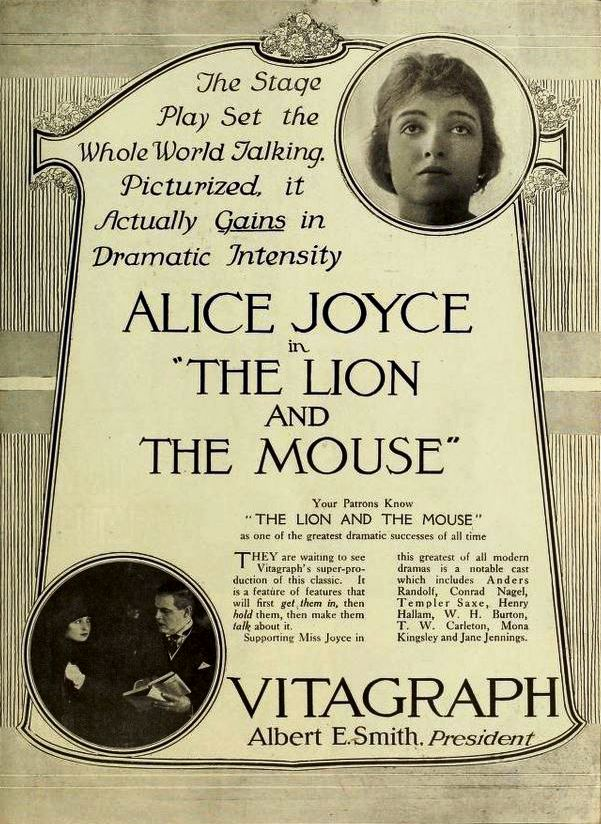
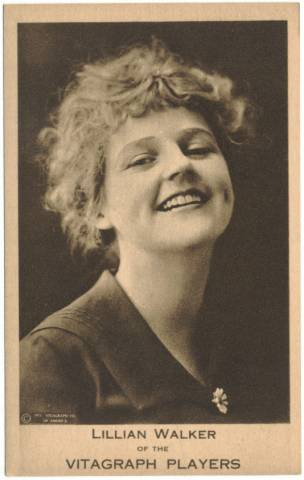
Lillian Walker
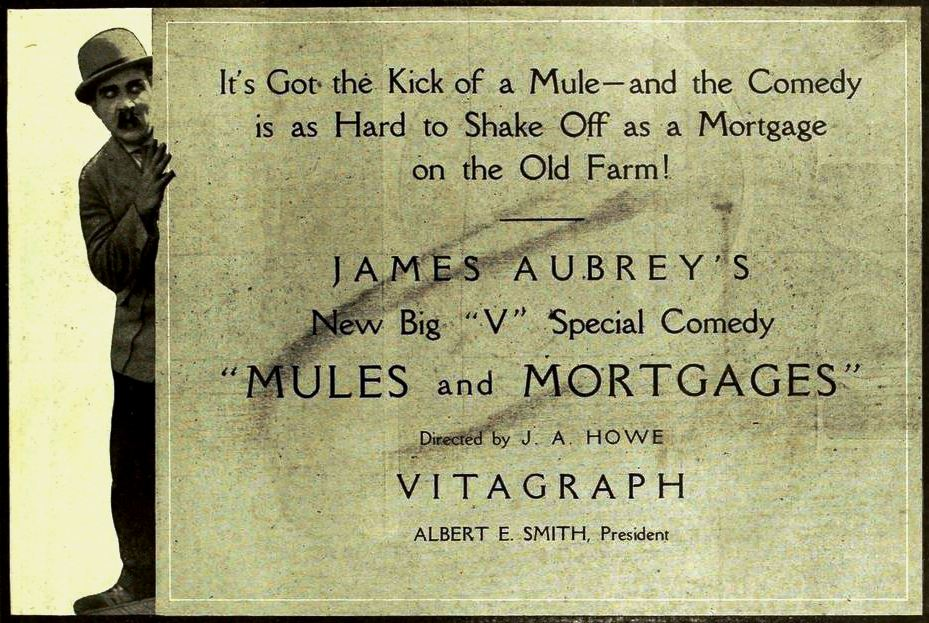
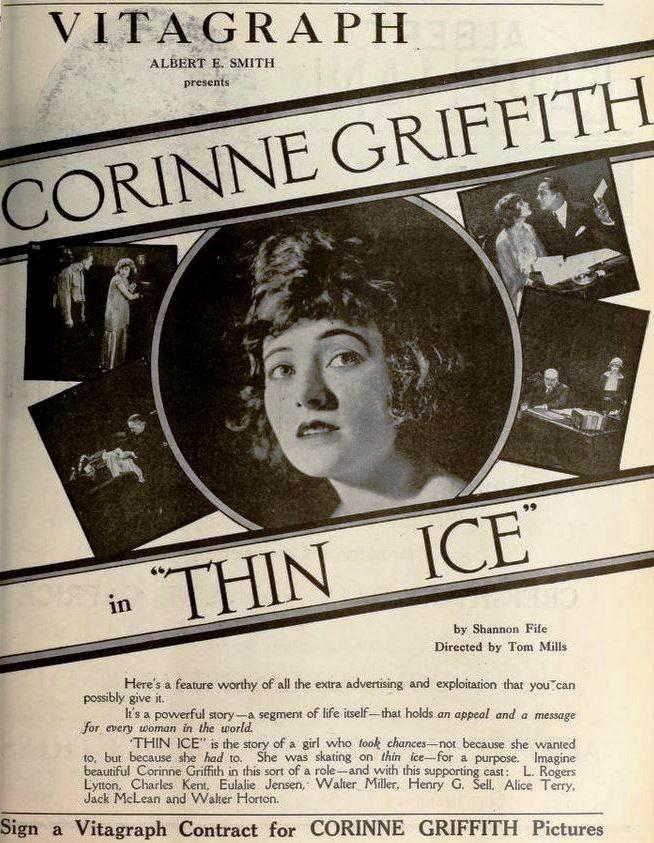
Corinne Griffith
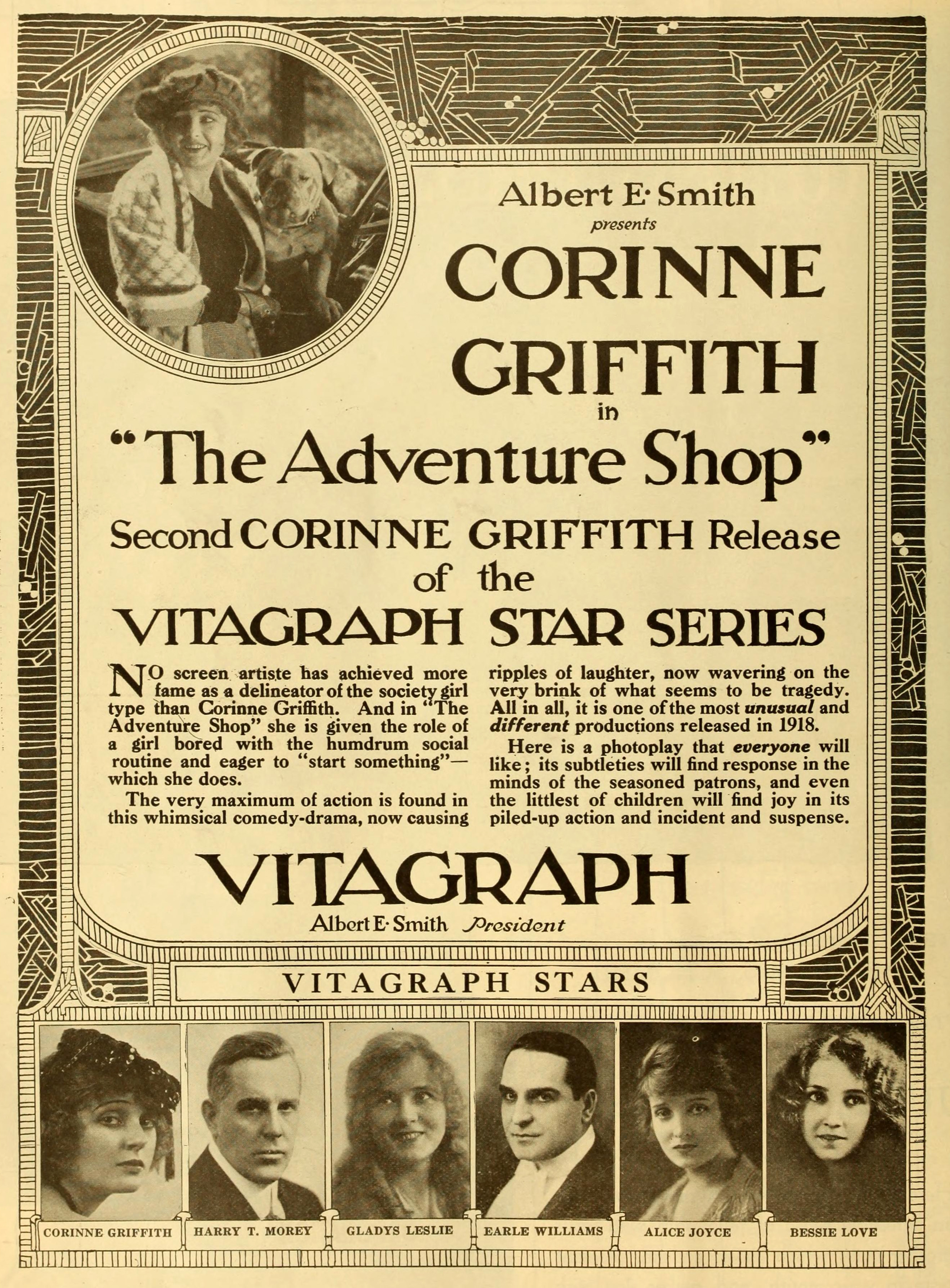
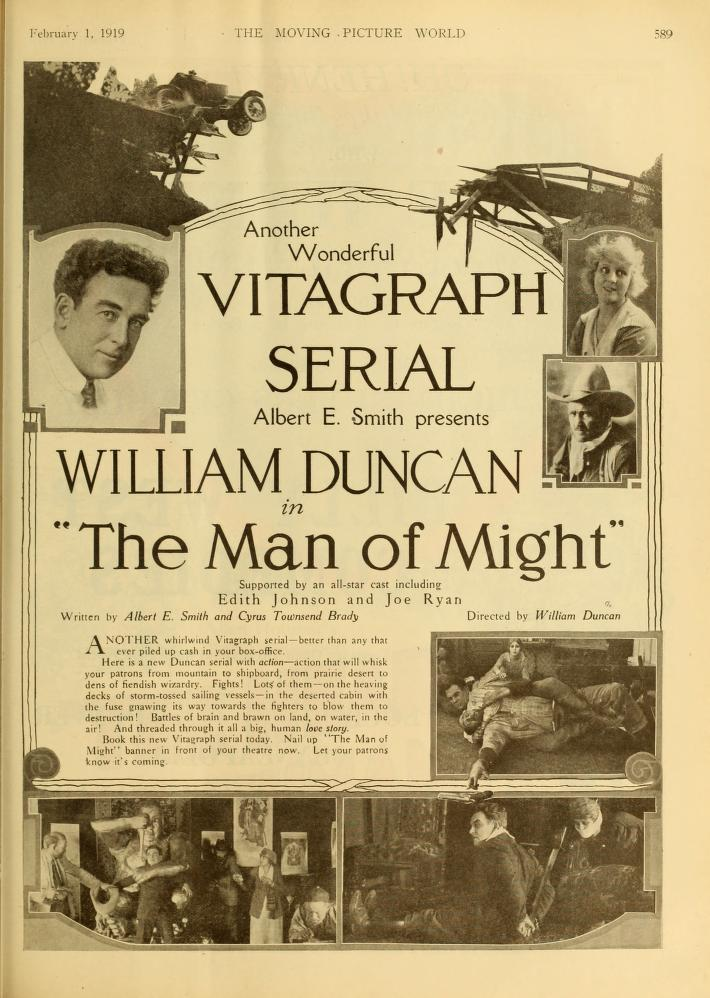
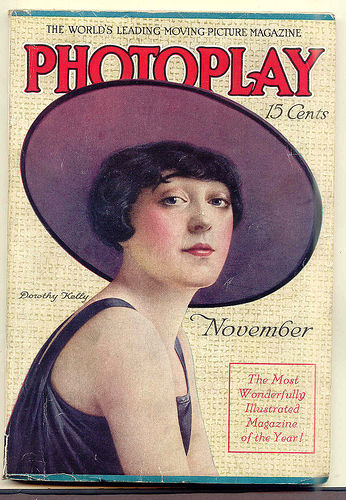
Dorothy Kelly
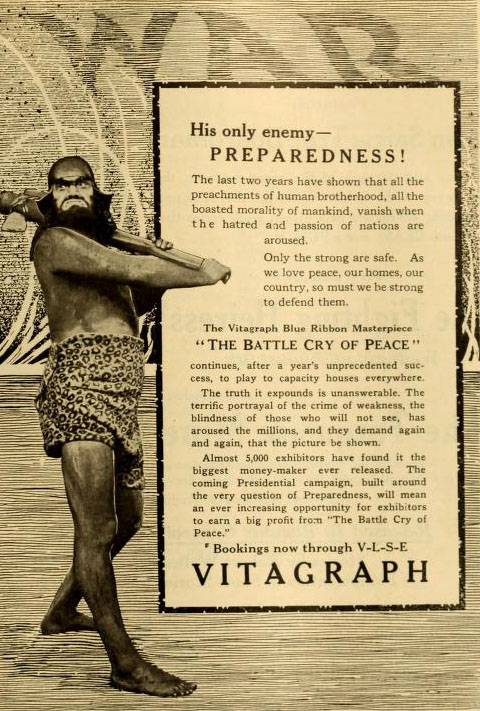
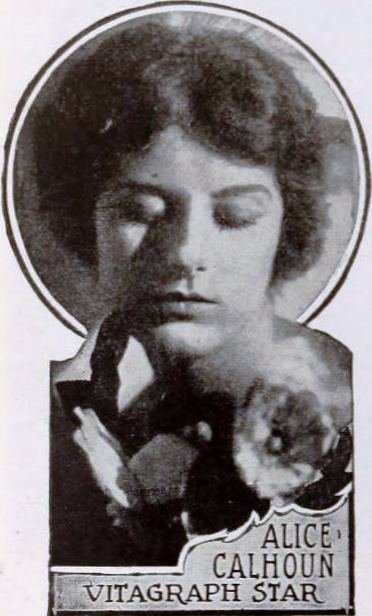
Alice Calhoun